# 長濱大圳
長濱大圳位於臺灣臺東縣長濱鄉境內，是東部海岸長濱地區規模最大的灌溉水圳，該水圳最早建於西元1867年(民國前45年)，其水圳引水自長濱鄉的水母丁溪上游。

## 沿革

### 長濱大圳
長濱大圳最早約於西元1868年(民國前45年)首先由當地原住民族阿美族開鑿，當時的長濱大圳引水自石坑溪之溪水來灌溉農田，到了西元1878年(民國前34年)寧埔圳、中濱圳、三間圳、樟原圳等當地小型私有水圳陸續開鑿完成。
二戰後1966年(民國55年)，台灣省水利局計畫修建長濱大圳，將地方的諸多私有水圳統一並串聯起來，進水口改到現今進水口位置的水母丁溪上游右岸，河水自水母丁溪南溪部落進入，穿越樟原水母丁山鞍部後，由三間村出口，進水口導水隧道長121公尺、高165公分、寬150公分，是為今天的長濱大圳規模。
長濱大圳工程於西元1971年動工，耗時三年在西元1974年完工。

### 長濱工作站
- 長濱大圳最早約於西元1968年(民國前45年)首先由當地原住民族阿美族開鑿，與當地諸多小型水圳一樣屬於私有水圳。[1]

- 馬關條約後，臺灣進入日治時期，當時日本總督府在西元1908年(民國前4年)將當地的諸多小型私有水圳全部納入管轄，以利於開拓臺灣東部海岸區域。[1]

- 西元1939年(民國28年)9月，日本總督府將公共埤圳改為水利組合並接續管理長濱當地的小型水圳。[1]

- 西元1940年(民國29年)3月日本總督府將長濱庄下之各圳路編入新港水利組合。[1]

- 西元1945年(民國34年)臺灣由中華民國接管後，奉行政長官公署令於西元1946年(民國36年)11月改稱為新港農田水利協進會，旋因名稱與法令未儘相符，而於西元1948年(民國37年)2月又改為新港水利委員會。[1]

- 西元1956年(民國56年)8月全省各水利委員會改組為「農田水利會」，新港水利委員會於同年11月2日正式改組為新港農田水利會，並同時成立成功、東河、寧埔、長濱等四個工作站[1]

- 西元1970年(民國59年)5月18日奉令併入台東農田水利會，同時也將寧埔及長濱兩站合併為長濱工作站管轄包括長濱大圳在內的長濱地區各大水圳營運自今。[1]

## 改善工程
- 長濱大圳幹線歷年改善工程

長濱大圳位處東部海岸長濱地區當中，灌溉面積最大之圳路，係原水利局自西元1970年(民國59年)起施工，至西元1974年(民國63年)完工通水灌溉，由台東農田水利會長濱工作站管理營運。
惟早期進水口及圳路設施老舊，且圳路位處深山峭壁多為乾砌塊石，時易崩塌，影響灌溉甚鉅。台東農田水利會有鑑於此，即擬定計畫分年分期予以改善，自西元2000年(民國89年)起至西元2006年(民國95年)止，分年編列預算辦理更新，總工程費：33,336,690元。
| 施工年度 | 工程名稱                         | 工程內容                                                             | 工程金額          |
| -------- | -------------------------------- | -------------------------------------------------------------------- | ----------------- |
| 89       | 長濱大圳幹線改善工程             | U型混凝土內面工1120M,管理道路1391M,加蓋工249M                        | 新台幣5,216,500元 |
| 90       | 長濱大圳幹線更新改善工程         | 混凝土內面工197M,擋土牆103M,H型鋼架橋191M,H型鋼爬梯30M,PVC管埋設200M | 新台幣6,227,663元 |
| 91       | 長濱大圳幹線改善工程(第二期)     | 混凝土內面工366M,管理道路366M,渡槽工2座,擋土牆47M                    | 新台幣2,827,400元 |
| 92       | 長濱大圳城仔埔段改善工程         | 混凝土內面工1369M,管理道路204M,分水門7處,鋼製渡槽工6處,版橋15座      | 新台幣5,477,127元 |
| 94       | 長濱大圳城仔埔段改善工程(第二期) | 擋土牆40M,內面工87M,仿櫟木欄杆437M,不锈鋼欄杆199M                    | 新台幣2,526,000元 |
| 95       | 長濱大圳城仔埔段改善工程(第三期) | 混凝土內面工、管理路242M,暗渠工36M,引水渠道45M,溢流工24M             | 新台幣2,357,000元 |
| 95       | 長濱大圳(南溪段)改善工程         | 鋼管渡槽121M,固定台10座,鋼管固定座8座,鋼管保護工70M                  | 新台幣3,916,000元 |

## 周遭景點
- 八仙洞
- 樟原橋
- 長光部落後石棺古蹟
- 長光部落後新希望廣場

## 資料來源
1. 1 2 3 4 5 6 7 8  .   [2014-12-05]. （原始内容存档于2014-12-08）.
2. ↑  .   [2014-12-05]. （原始内容存档于2014-12-08）.
3. ↑  .   [2014-12-05]. （原始内容存档于2014-12-07）.
4. ↑  .   [2014-12-05]. （原始内容存档于2019-06-05）.